# Oxydia palynata
Oxydia palynata là một loài bướm đêm trong họ Geometridae.